# 波迪謝
50°30′33″N 32°38′45″E / 50.50917°N 32.64583°E
波迪謝（羅馬化：Podyshche）是烏克蘭的村落，位於該國北部切爾尼戈夫州，由普里盧基區負責管轄，始建於1600年，面積0.24平方公里，海拔高度108米，2001年人口787，人口密度每平方公里3,239人。